# Mistrzostwa Europy Strongman 1987
Mistrzostwa Europy Strongman 1987 – doroczne, indywidualne
zawody europejskich siłaczy.
Data: 1987 r.

Miejsce:  Holandia
WYNIKI ZAWODÓW:
| Miejsce | Zawodnik               | Kraj      | Punkty           |
| ------- | ---------------------- | --------- | ---------------- |
| 1.      | Ab Wolders             | Holandia  | 52,5             |
| 2.      | Geoff Capes            | Anglia    | 51,5             |
| 3.      | Jón Páll Sigmarsson    | Islandia  | 50,5             |
| 4.      | Jamie Reeves           | Anglia    | 45,5             |
| 5.      | Jean-Pierre Brulois    | Francja   | 34,5             |
| 6.      | Ilkka Nummisto         | Finlandia | 31,5             |
| 7.      | Klaus Wallas           | Austria   | 28               |
| 8.      | Hjalti Arnason         | Islandia  | 3 (kontuzjowany) |
| 9.      | Tjalling van den Bosch | Holandia  | 2 (kontuzjowany) |
| 10.     | Simon Wulfse           | Holandia  | 1 (kontuzjowany) |